# Aulacodes postbasalis
Aulacodes postbasalis là một loài bướm đêm trong họ Crambidae.